# Kretki Duże
Kretki Duże – wieś w Polsce położona w województwie kujawsko-pomorskim, w powiecie brodnickim, w gminie Osiek. Gniazdo Kretkowskich herbu Dołęga. Ich protoplastą był Jan z Kretkowa, uczestnik Bitwy pod Grunwaldem. Kasztelan rypiński (1418), kasztelan dobrzyński (1430), zmarł między 1433 i 1435.

## Podział administracyjny
W latach 1975–1998 miejscowość administracyjnie należała do województwa toruńskiego.

## Demografia
Według Narodowego Spisu Powszechnego (III 2011 r.) liczyły 153 mieszkańców. Są jedenastą co do wielkości miejscowością gminy Osiek.

## Urodzeni w Kretkach Dużych
- Feliks Netz – polski poeta, prozaik, dramaturg radiowy, tłumacz, krytyk literacki i filmowy, publicysta.